# Wainia albobarbata
Wainia albobarbata är en biart som först beskrevs av Cockerell 1937.  Wainia albobarbata ingår i släktet Wainia och familjen buksamlarbin. Inga underarter finns listade i Catalogue of Life.